# Diane Dassigny
Diane Dassigny (* 12. listopadu 1983) je francouzská herečka, muzikantka a zpěvačka. Hrála policistku Alici Lejeunovou ve francouzském krimiseriálu Julie Lescautová (2004–2006). Od šesti let chodila na hodiny klavíru a baletu, později absolvovala hereckou školu Jeana Périmonyho, před kamerou debutovala v oceněném televizním filmu La Colline aux mille enfants. Vystupovala na scéně Théâtre de Paris, účinkovala v roli Constanze Mozartové v muzikálu Mozart, l'opéra rock. Působí v televizním dabingu, např. ve francouzské verzi seriálů Castle na zabití a Kráska a zvíře, byla podle ní vytvořena postava novinářky Britney ve videohře Heavy Rain.

## Filmografie

### Seriály
- Julie Lescautová
- Cordierovi, soudce a policajt
- Profil Zločinu
- David Nolande

### Filmy
- Ptáčnice (1992)
- Čas znovu nalezený (1999)
- 48 hodin denně (2008)
- Nechte moje lidi jít! (2011)

## Diskografie

### Singly
- „C'est bientôt la fin“
- „Ma vie est belle“
- „J'suis pas comme ça“